# Кристиан дьо Дюв
Кристиан дьо Дюв (на френски: Christian de Duve) е белгийски цитолог и биохимик, носител на Нобелова награда за физиология или медицина през 1974 г.

## Биография
Той е роден на 2 октомври 1917 г. в Теймс Дитън край Лондон в семейството на белгийски дребни търговци, бежанци в Англия по време на Първата световна война. След войната семейството се връща в Белгия. През 1941 г. Дьо Дюв завършва медицина в Льовенския католически университет. До края на кариерата си работи в Льовенския университет, а от 1962 година и в Рокфелеровия университет в Ню Йорк.
Дьо Дюв открива клетъчните органели пероксизома и лизозома, за което през 1974 г. получава Нобелова награда за физиология или медицина, заедно с Албер Клод и Джордж Паладе. През 1989 г. получава виконтска титла.
Кристиан дьо Дюв умира на 4 май 2013 г. в Грез Доасо.